# Économie du Honduras
L'économie du Honduras est surtout axée sur l'agriculture, qui comptait pour 22 % de son produit intérieur brut en 1999. Le Honduras a été le pays le plus pauvre de l'Amérique latine jusque dans les années 1960, quand le tremblement de terre de 1972 à Managua et les deux guerres qui ont suivi ont fait du Nicaragua le pays le plus pauvre.

## Pauvreté et criminalité
En 2005, le pays avait la moitié de sa population en dessous du seuil de pauvreté national. Les salaires restent bloqués alors que le lempira n'a cessé de dégringoler, en diminuant sa valeur par 10 face au dollar. La malnutrition frapperait un tiers de la population. Le Honduras est le pays le plus inégalitaire d’Amérique latine en 2016
Le taux de chômage en 2017 est de 7,40 %, mais le sous-emploi concerne plus de 60 % de la population active.

## Relations internationales
Dans un autre ordre d'idées, le Honduras est une économie extrêmement ouverte. Les États-Unis sont son premier partenaire commercial, ce qui lui donne un accès privilégié au marché américain. En 2012, le Canada a signé un accord de libre-échange avec le Honduras. À la suite de cela, des entreprises canadiennes minières ont été blâmées pour les problèmes de santé dont souffrent les autochtones du Honduras.
En octobre 2018, les États-Unis annoncent réduire l'aide économique accordée au Honduras, lui reprochant de ne pas suffisamment agir contre l'émigration. La décision pourrait avoir de lourdes conséquences pour le Honduras : « Le pays, qui exporte très peu, ne sera pas en mesure de défendre sa souveraineté politique et économique », souligne l'analyste Christophe Ventura, qui parle de « cercle vicieux » ; « La ligne défendue par Donald Trump est de continuer à sous-traiter la gestion des migrations aux pays d’origine, sans aider à résorber les problèmes sociaux qui engendrent ces situations de détresse et poussent les gens à l’exil. » 
Selon lui, « Pris en étau entre pauvreté extrême et ultraviolence, de plus en plus de Honduriens choisissent de fuir leur pays, poussés par le désespoir le plus extrême ». Un responsable politique hondurien d'opposition considère en effet que les migrants « ne courent pas après le rêve américain, ils fuient le cauchemar hondurien. »

## Énergie
Deux mois après le coup d’État militaire de 2009, une loi générale des eaux est adoptée afin d’autoriser l’octroi de concessions sur un tiers des ressources en eau du pays. Une quarantaine sont accordés en quelques mois mais les assassinats de militants écologistes ou communautaires opposés à ces projets se sont multipliés.

## Agriculture
En 2018, le Honduras a produit les cultures principales suivantes:
- 5,5 millions de tonnes de canne à sucre;
- 2,5 millions de tonnes d'huile de palme;
- 771 000 tonnes de banane;
- 481 000 tonnes de café

En outre, il a produit:
- 704 000 tonnes de maïs;
- 261 000 tonnes d'orange;
- 293 000 tonnes de melon;
- 127 000 tonnes de haricot;
- 81 000 tonnes d'ananas;
- en plus des rendements plus faibles d'autres produits agricoles tels que pastèque, pomme de terre, tomate, chou, pamplemousse, sorgho, etc.[8]